# Turn This Club Around (Album)
Turn This Club Around ist das dritte Studioalbum des deutschen Dance-Projekts R.I.O.

## Veröffentlichung
Turn This Club Around erschien am 2. Dezember 2011, nach den Singleveröffentlichungen von Animal und Turn This Club Around. Es wurde, so wie auch ihr vorheriges Album Sunshine, als CD und als Download über die Musiklabel Roxy Recordings, Kontor Records und Manians und Yanous Label Zooland Records veröffentlicht. Am 24. August 2012 erschien eine Deluxe-Version des Albums, auf der auch die neuen Titel Party Shaker und Summer Jam sowohl in der Original- als auch in einer Remix-Versionen zu finden sind. Innerhalb von zwei Tagen erreichte sie die Top-10 der iTunes-Charts.

## Mitwirkende
Alle Lieder wurden auf Englisch aufgenommen und von Tony T. gesungen. Die meisten Lieder wurden von Manian, Yanou und Andres Ballinas geschrieben und komponiert. Bei den Songs Turn This Club Around und Animal wirkte der US-amerikanische Sänger und Rapper U-Jean mit. Die Lieder wurden von den beiden DJs und Produzenten Manian und Yanou produziert.

## Titelliste
| Standard-Version | Standard-Version                      | Standard-Version |
| #                | Version / Remix                       | Länge            |
| ---------------- | ------------------------------------- | ---------------- |
| 1.               | Animal (feat. U-Jean)                 | 3:32             |
| 2.               | Turn This Club Around (feat. U-Jean)  | 3:21             |
| 3.               | Miss Sunshine                         | 3:24             |
| 4.               | Like I Love You                       | 3:24             |
| 5.               | Shine On                              | 3:21             |
| 6.               | When the Sun Comes Down               | 3:22             |
| 7.               | Hot Girl                              | 3:39             |
| 8.               | Serenade                              | 3:35             |
| 9.               | Watching You (feat. Liz Kay)          | 3:52             |
| 10.              | After the Love                        | 3:34             |
| 11.              | De Janeiro                            | 3:24             |
| 12.              | Can You Feel It                       | 3:23             |
| 13.              | Something About You (feat. Liz Kay)   | 3:49             |
| 14.              | One Heart                             | 3:13             |
| 15.              | Lay Down                              | 3:14             |
| 16.              | Open Up Your Heart                    | 3:49             |
| Bonustracks      |                                       |                  |
| 17.              | Miss Sunshine (Video Mix)             | 3:18             |
| 18.              | Animal (Spankers Edit)                | 3:50             |
| 19.              | Turn This Club Around (Spankers Edit) | 3:57             |
| 20.              | Shine On (Spencer & Hill Radio Edit)  | 3:02             |

| Deluxe-Version | Deluxe-Version                        | Deluxe-Version |
| #              | Version / Remix                       | Länge          |
| -------------- | ------------------------------------- | -------------- |
| 1.             | Summer Jam (feat. U-Jean)             | 3:02           |
| 2.             | Party Shaker (feat. Nicco)            | 3:24           |
| 3.             | Turn This Club Around                 | 3:21           |
| 4.             | Miss Sunshine                         | 3:24           |
| 5.             | Like I Love You                       | 3:24           |
| 6.             | Animal                                | 3:32           |
| 7.             | Shine On                              | 3:21           |
| 8.             | When the Sun Comes Down               | 3:22           |
| 9.             | Hot Girl                              | 3:39           |
| 10.            | Serenade                              | 3:35           |
| 11.            | Watching You                          | 3:52           |
| 12.            | After the Love                        | 3:34           |
| 13.            | De Janeiro                            | 3:24           |
| 14.            | Can You Feel It                       | 3:23           |
| 15.            | Something About You                   | 3:49           |
| 16.            | One Heart                             | 3:13           |
| 17.            | Lay Down                              | 3:14           |
| 18.            | Open Up Your Heart                    | 3:49           |
| Bonustracks    |                                       |                |
| 19.            | Summer Jam (Crew Cardinal Radio Edit) | 3:35           |
| 20.            | Party Shaker (Whirlmond Radio Edit)   | 3:07           |
| 21.            | Party Shaker (Selecta Radio Edit)     | 3:02           |
| 22.            | R.I.O. Megamix                        | 3:20           |

## Album
Die Standard-Version konnte sich nur in der Schweiz in den Charts platzieren und erreichte Platz 80.
| ChartsChartplatzierungen | Höchstplatzierung | Wochen |
| ------------------------ | ----------------- | ------ |
| Schweiz (IFPI)           | 80 (1 Wo.)        | 1      |

Die Deluxe Edition schaffte es dann auch in die Deutschen Charts und Österreichischen Charts, wo sie auf Platz 66 und 28 einstieg und somit R.I.O.s erster Album-Charterfolg in Deutschland und Österreich wurde. In der Schweiz stieg sie auch wieder ein und schaffte es auf Rang 29.
| ChartsChartplatzierungen | Höchstplatzierung | Wochen |
| ------------------------ | ----------------- | ------ |
| Deutschland (GfK)        | 66 (1 Wo.)        | 1      |
| Österreich (Ö3)          | 28 (3 Wo.)        | 3      |
| Schweiz (IFPI)           | 29 (2 Wo.)        | 2      |

## Singles

### Standard-Version
| Jahr | Titel                 | Höchstplatzierung, Gesamtwochen, AuszeichnungChartplatzierungen (Jahr, Titel, , Platzierungen, Wochen, Auszeichnungen, Anmerkungen) | Höchstplatzierung, Gesamtwochen, AuszeichnungChartplatzierungen (Jahr, Titel, , Platzierungen, Wochen, Auszeichnungen, Anmerkungen) | Höchstplatzierung, Gesamtwochen, AuszeichnungChartplatzierungen (Jahr, Titel, , Platzierungen, Wochen, Auszeichnungen, Anmerkungen) | Höchstplatzierung, Gesamtwochen, AuszeichnungChartplatzierungen (Jahr, Titel, , Platzierungen, Wochen, Auszeichnungen, Anmerkungen) | Anmerkungen                                                                |
| Jahr | Titel                 | DE | AT | CH | UK | Anmerkungen                                                                |
| ---- | --------------------- | --- | --- | --- | --- | -------------------------------------------------------------------------- |
| 2011 | Turn This Club Around | DE3 (27 Wo.)DE | AT5 (20 Wo.)AT | CH1 (20 Wo.)CH | UK36 (4 Wo.)UK | Erstveröffentlichung: 30. September 2011 feat. U-Jean; Verkäufe: + 150.000 |
| 2011 | Animal                | DE48 (17 Wo.)DE | AT33 (11 Wo.)AT | CH51 (2 Wo.)CH | — | Erstveröffentlichung: 11. November 2011 feat. U-Jean                       |
| 2012 | Party Shaker          | DE10 (20 Wo.)DE | AT10 (24 Wo.)AT | CH6 (23 Wo.)CH | — | Erstveröffentlichung: 18. Mai 2012 feat. Nicco                             |
| 2012 | Summer Jam            | DE7 (20 Wo.)DE | AT2 (18 Wo.)AT | CH2 (17 Wo.)CH | — | Erstveröffentlichung: 27. Juli 2012 feat. U-Jean                           |